# Andaluzit
Andaluzitul este un mineral numit și „piatra crizantemă”. 
Din punct de vedere chimic este un silicat de aluminiu, care face parte din clasa inosilicaților cu anioni străini așezați tetraedric. Mineralul cristalizează în sistemul ortorombic, cu formula chimică Al2SiO5. Se prezintă mai frecvent în natură sub formă de cristale prismatice, care sunt de forme pătrate pe secțiune, sau sub formă de agregate masive. Culoarea mineralului variază de la roșu, roz, galben-brun, galben sau verde. Are o duritate  6,5 - 7,5 și o densitate de 3,1-3,2 (g/cm³).

## Formare și răspândire în natură
Mineralul ia naștere la presiuni relativ reduse prin procese metamorfice de natură termică de contact. Mai poate fi întâlnit în pegmatite, sau roci sedimentare fiind utilizat ca piatră prețioasă. Andaluzitul a fost găsit mai ales în Bimbowrie în Australia, Morro do Chapeú/Bahia în Brazilia, Darmstadt în Germania și Lisens/Alpi în Austria.

## Utilizare
Andaluzitul este utilizat la producerea porțelanului sau alte materiale rezitente la temperaturi înalte, mai este folosit și ca piatră prețioasă.